# Bledius mandibularis
Bledius mandibularis är en skalbaggsart som beskrevs av Wilhelm Ferdinand Erichson 1840. Bledius mandibularis ingår i släktet Bledius och familjen kortvingar. Inga underarter finns listade i Catalogue of Life.